# Plectogaster puncticollis
Plectogaster puncticollis là một loài bọ cánh cứng trong họ Cerambycidae.